# 玩具 (小說)
《玩具》，是倪匡筆下科幻小說衛斯理系列之一，系列編號44，連載於1979年8月9日至11月27日的《明報》。另外，衛斯理系列中的《圈套》與《玩具》相關，但並非續集。
故事描述未來的地球人被電腦統治的悲劇。在未來，電腦以弄走地球上的氧氣方式，滅絕地球上所有生物，剩下來的人，就成為電腦的玩具。衛斯理經過多番追查，終於掌握了陶格一家人在格陵蘭的蹤跡，卻在格陵蘭冰原上被小機械人擄到未來，成了機械人的玩具。最終經過千辛萬苦逃回現代，卻發現這場大逃亡遊戲並未結束。原來這只是機械人的另一種玩樂方式。

## 故事概述

### 歐洲國際列車上的邂逅
衛斯理在一歐洲國際列車上認識了浦安夫婦，當時浦安夫人見到有兩個小孩子在追逐，認出他倆曾是自己的鄰居，但浦安先生卻認為只是人有相似，因為他們和那兩個小孩子作鄰居已是九年前的事，如今兩個小孩都應該成了青少年。衛斯理當笑話聽過後，沒有深究。

### 不會長大的小孩
衛斯理在餐車上再遇上那兩個小孩和他們的父母陶格夫婦，從陶格夫婦口中得知兩個孩子叫唐娜和伊凡，正是浦安夫人提及的舊鄰居的名字，此令衛斯理十分吃驚，決定深入追查陶格一家。

### 浦安夫婦之死
此時，浦安夫婦突然心臟病發作，留下了一句「他們殺人」就死了。衛斯理發現陶格一家此時匆匆離開列車，令衛斯理懷疑浦安夫婦的死和陶格一家有關。
法醫驗屍後顯示兩人是死於先天性心臟病，但浦安夫婦最近接受過一次體檢，證明他們心臟健康，此令死因成謎。

### 李持中之死
一年後，在一次演講會中，衛斯理認識了玩具推銷員李持中。據李持中所述，當他向陶格一家推銷一種電子玩具，他們一家都感到十分恐懼，因此，李持中認為陶格一家患有玩具恐懼症。
三天後，因接到傑克上校的電話，衛斯理趕到醫院，見到李持中命不久矣，同樣只留下了一句「他們殺人」就死了。驗屍的結果同樣也指李持中是死於先天性心臟病，由於李特中與浦安夫婦的死因相同，這使衛斯理更有理由相信陶格一家和三人的死大有關連。

### 拜訪陶格一家
在毫無頭緒的情況下，衛斯理決定去見陶格一家。衛斯理決定以保險公司的營業代表身份去見他們。從談話中，衛斯理知道他們對於浦安夫婦及李持中的死並不知情。他們得知三人死訊後，感到十分恐懼，所以衛斯理決定助他們一把，但他們卻趕走了衛斯理。回家後，白素認為陶格一家早已走了。當衛斯理和白素趕回那住所，發現陶格一家已離去。衛斯理和白素查無所獲後，向傑克上校查詢陶格一家，發現警方也在追查陶格一家，但因二人性格不合，所以甚麼也查不到。

### 梅耶、齊賓之死
通過傑克上校，衛斯理會見梅耶少將和齊賓中尉，二人是以色列民間組織『摩撒德』(MOZAD)的特務。二人認為陶格先生是經過整容的納粹戰犯比法隆博士，因為陶格具備多方面的專業知識。衛斯理決定和梅耶、齊賓合作，同時亦告知二人他所知的一切。梅耶、齊賓持續派人跟蹤陶格一家，後來卻失去其蹤影。
經過一個月後，衛斯理接到丹麥警方代表達寶打來的長途電話，達寶告知衛斯理梅耶、齊賓已死於格陵蘭冰原上。而當衛斯理到達現場時，看到兩具屍體都是赤裸的，而且表情充滿恐懼，衛斯理並發現齊賓留下了「他們殺人」幾隻字，使衛斯理懷疑梅耶、齊賓是被陶格殺死的。從周圍的環境看，梅耶、齊賓根本不可能赤裸地死在冰原上，加上衛斯理發現一些神秘的小腳印，促使他留下來。

### 冰原遭遇
衛斯理因發生意外，失去了雪橇和所有裝備，而且天氣突然變壞，他被埋在積雪下。在將要死掉之時，被在冰原坑下的陶格夫婦救起，令衛斯理不再懷疑陶格是殺人兇手。而衛斯理也從陶格一家口中知道他們在未來經過「逆轉裝置」逃出來，所以被他們的主人——一種小機械人追殺，才要四處躲避。而「逆轉裝置」是可以使電子運行方向逆轉，也可能使時間逆轉，所以陶格一家才能回到過去。

### 到達未來
當衛斯理正和陶格夫婦談話之際，衛斯理被機械人擄走。醒覺之時，發現自己被一股光芒籠罩著，衛斯理感覺到自己像小動物一樣被機械人玩弄著。經過多番昏迷，衛斯理被送到一個房間，他在這房間中得到一切人認為美好的東西——鮮豔的衣服、精美的食物。而當房間食物短缺時，更會自動補充物資。衛斯理知道他現在就是被機械人當成玩具禁錮著。而且，機器人更派了一個金髮少女來當他的配偶，令他感到十分狂亂，所以放火把房間燒了，逃了出去。但最終敵不過那些機械人，再次被擄走。
衛斯理被送到一個空間，和一個老人交談，老人把一切他所知的告訴了他（詳見本條目段落「機械人統治人類的未來」），並奉機械人的命令要求衛斯理不要做破壞型的玩具。衛斯理得知一切後，老人就走了。衛斯理偶爾在那空間發現一扇暗門，於是再次逃亡，經過九死一生的經歷，終於找到「逆轉裝置」，然後送回他自己的時代（未來被稱作「核動力的萌芽時期」）。

### 逃亡背後的真相
衛斯理再會達寶並講述關於他在未來的經歷，但達寶認為他只是在冰原上待久了，所以產生幻覺。衛斯理回家後，把經歷告訴白素，白素卻認為逃亡過程太順利，永遠都是有驚無險。
大半年後，衛斯理在印度孟買再會陶格一家，但陶格夫婦已變成了酒徒。陶格夫婦告訴衛斯理，他們所有人的逃亡經歷，只是機械人的一種玩弄方式而已，而機械人只是把他們的行動當作玩耍，而且只要發現有人阻止遊戲的進行，就會被小機器人殺死，像浦安夫婦、李持中、梅耶和齊賓都成了它們的犧牲品。不僅這些來自未來的小機器人，命運對人也是如此，玩弄人讓他們不能反抗，人就是玩具的一種。

## 機械人統治人類的未來
在未來，地球上的主宰仍舊是人。當時人是主宰，機器是附從，但人因太過依賴機器，加上無人意識到依賴機器是極危險的事，以致人類的思想退化，機器於是反過來主宰人類。機械人將地球上的氧氣變成二氧化碳，使所有生物都死亡，只留下了一部分的人，成為機械人的玩具，並把玩具分成五類：
A型：智慧型。有一定的智慧，是最高級的玩具。
B型：畸形型。特別肥胖的，或是連體的玩具。
C型：標準型。美男子、美女或可愛的兒童，多數是金髮或紅髮。
D型：力士型。身體強健的人，為知識程度低的機械人所喜。
E型：活動型。機械人很喜愛的類型，活力最強、最全面。
而因為機械人提供一切美好的事物給人，加上機械人的能力太強，人無法與之對抗，所以人就甘願成為玩具。

## 故事角色
- 衛斯理

書中主角，在國際列車上認識到陶格一家，從而帶出整個故事，過程中一直在追查陶格一家。後來被機械人擄到未來，成為機械人的玩具，屬E型。最終成功逃了出來，不過這只是機械人玩耍的另一種方式。
- 白素

衛斯理之妻，擁有精明的頭腦。當衛斯理逃出來後，覺得一切都有點古怪。
- 陶格家庭

即陶格夫婦、及其兒子伊凡和女兒唐娜。全是機械人的玩具，屬C型。利用「逆轉裝置」來到二十世紀躲避機械人的追捕，躲避了十年之久，因為機械人之故容貌不會變老。因不想被人認出唐娜和伊凡不會長大，故每隔一年遷家一次。到最後陶格夫婦明白逃亡過程其實只是機械人的玩弄方式，所以成了酒徒。
- 浦安夫婦

一對法國夫婦，曾於九年前和陶格一家成為鄰居。於九年後再遇陶格一家，卻發現唐娜和伊凡並無長大，因此產生懷疑。機械人為了遊戲的順利，所以殺死了浦安夫婦。他們最後對衛斯理說的遺言是「他們殺人」。
- 李持中

玩具推銷員，曾向陶格一家推銷玩具，但發現陶格一家對玩具十分恐懼，因此產生懷疑。機械人為了遊戲的順利，所以殺死了李持中。最後對衛斯理說的遺言是「他們殺人」。
- 傑克上校

警察。曾調查李持中的死因，認為他是死於心臟病。後來因陶格先生的事為衛斯理引見梅耶及齊賓。
- 梅耶及齊賓

梅耶是以色列民間一個團體的少將，齊賓是以色列民間一個團體的中尉，二戰後二人一直搜尋藏匿的納粹戰犯。二人誤以為陶格就是整過容的納粹戰犯比法隆博士，於是對他展開了調查。機械人為了遊戲的順利，所以殺死了他們。他們赤身露體地死於格陵蘭冰原上。梅耶唯一身外之物是衛斯理的名片，而齊賓則在冰上寫下「他們殺人」幾隻字。
- 達寶

哥本哈根特殊意外科的警官。接手梅耶及齊賓死亡的案件，並將之通知衛斯理。在衛斯理從未來回到現代時在格陵蘭冰原找回他。
- C型少女

幾萬年後的少女，是機械人的玩具。剛從培育院出來，被機械人指派成為衛斯理的配偶。曾向衛斯理初步解釋其處境。
- A型老人

幾萬年後的老人，是機械人的玩具。在衛斯理被擄到未來時，機械人派遣他跟衛斯理解釋其處境。

## 作者所要表達的看法
- 作者藉著書中角色陶格指出，許多人以為自己擁有自由，但事實上卻剛好相反，每一個人都被各種社會關係、物慾束縛著，人自有文明開始就失去了自由，成為了其他人的玩具。

- 作者藉著書中角色老人指出，人要是過分依賴電腦，那人就不願思想，思想就會退化，那最終人就會自食其果。

## 疑團
- 當衛斯理在被機械人擄走時，身上所有事物（包括衣服）都被它們弄不見了。但在梅耶的屍體的手，就握著衛斯理的名片。梅耶被機械人擄走，身上所有事物都會被它們弄走，但梅耶手上卻仍握著名片。

- 《玩具》中提到的地球人的未來和另外兩本衛斯理系列《原子空間》和《天書》中提到的互相矛盾：《原子空間》提到地球因太陽的異常，於2464年被毀滅；《天書》提到至少幾萬年後，未來的地球人依然存在；《玩具》則提到地球人被電腦打敗，成了玩具。

- 在《玩具》之前的另一本衛斯理系列《新年》中，提到傑克上校最後失蹤了，衛斯理之後亦未曾見過他。但傑克上校卻在《玩具》中出現，衛斯理卻沒有提及傑克上校再次出現的原因，而在《玩具》之後，傑克上校原來的職務由黃堂接替了。

## 廣播劇
- 香港電台第一台於1983年10月28日至11月10日，逢星期一至五〈驚心動魄〉時段，以粵語首播《玩具》廣播劇，合共10集。
  - 監製：李安求
  - 編導：梁繼璋
  - 編劇:  區松柏
  - 演出：
    - 李學斌 飾演 衛斯理
    - 車森梅 飾演 白素
    - 簡偉安 飾演 陶格/阿麥
    - 楊麗仙 飾演 陶格太太
    - 姚秀鈴 飾演 伊凡
    - 何錦華 飾演 唐娜
    - 莫家駒 飾演 達寶/周嘉平/莫里士
    - 陳炳球 飾演 傑克上校/浦安先生
    - 蔡雅各 飾演 齊賓中尉/李持中/小浦安
    - 曾永強 飾演 A型老人/盧克/管理員
    - 溫泉   飾演 梅耶少將/廣播員
    - 區永漢 飾演 莫華/醫生
    - 譚翠蓮 飾演 C型少女
    - 勞韻妍 飾演 浦安太太
    - 葉世雄 飾演 侍應
    - 梁繼璋 飾演 列車員

## 漫畫
- 香港漫畫家利志達發表了衛斯理《玩具》漫畫
  - 出版社：斯辰出版社

- 香港漫畫家利志達發表了衛斯理《玩具》漫畫
  - 出版社：晨星出版社

## 相關書目
- 《圈套》